# Matteo Pertsch
Matteo Pertsch (* um 1769 in Buchhorn am Bodensee; † 11. April 1834 in Triest; deutsch Matthäus Pertsch) war ein deutsch-österreichischer Architekt des Klassizismus, der einen erheblichen Einfluss auf das Stadtbild von Triest hatte und u. a. das Triestiner Opernhaus Teatro Verdi entwarf.

## Leben

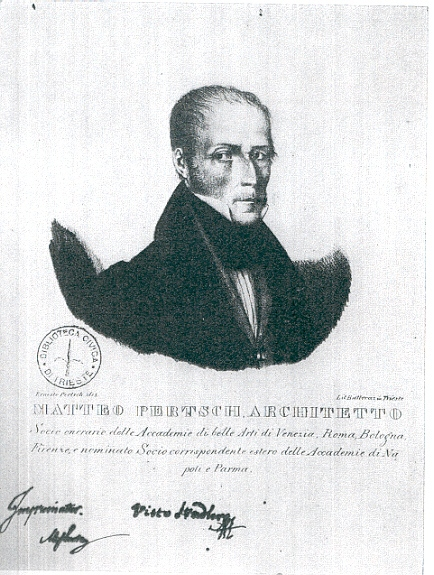
Matteo Pertsch

Der vom Bodensee stammende Matteo Pertsch kam 1790 nach Italien, wo er in Rom und an der Akademie der Schönen Künste (Accademia di Belle Arti di Brera) in Mailand Architektur studierte. Später wurde er ein Schüler des Architekten Giuseppe Piermarini (1734–1808), der das Mailänder Opernhaus Teatro alla Scala erbaut hatte. Wie viele seiner zeitgenössischen Kollegen wurde Pertsch durch den Klassizismus beeinflusst, der eine Rückkehr zu geradlinigen, klassisch-antiken Formen darstellte und durch tempelartige Säulenbauten geprägt war.

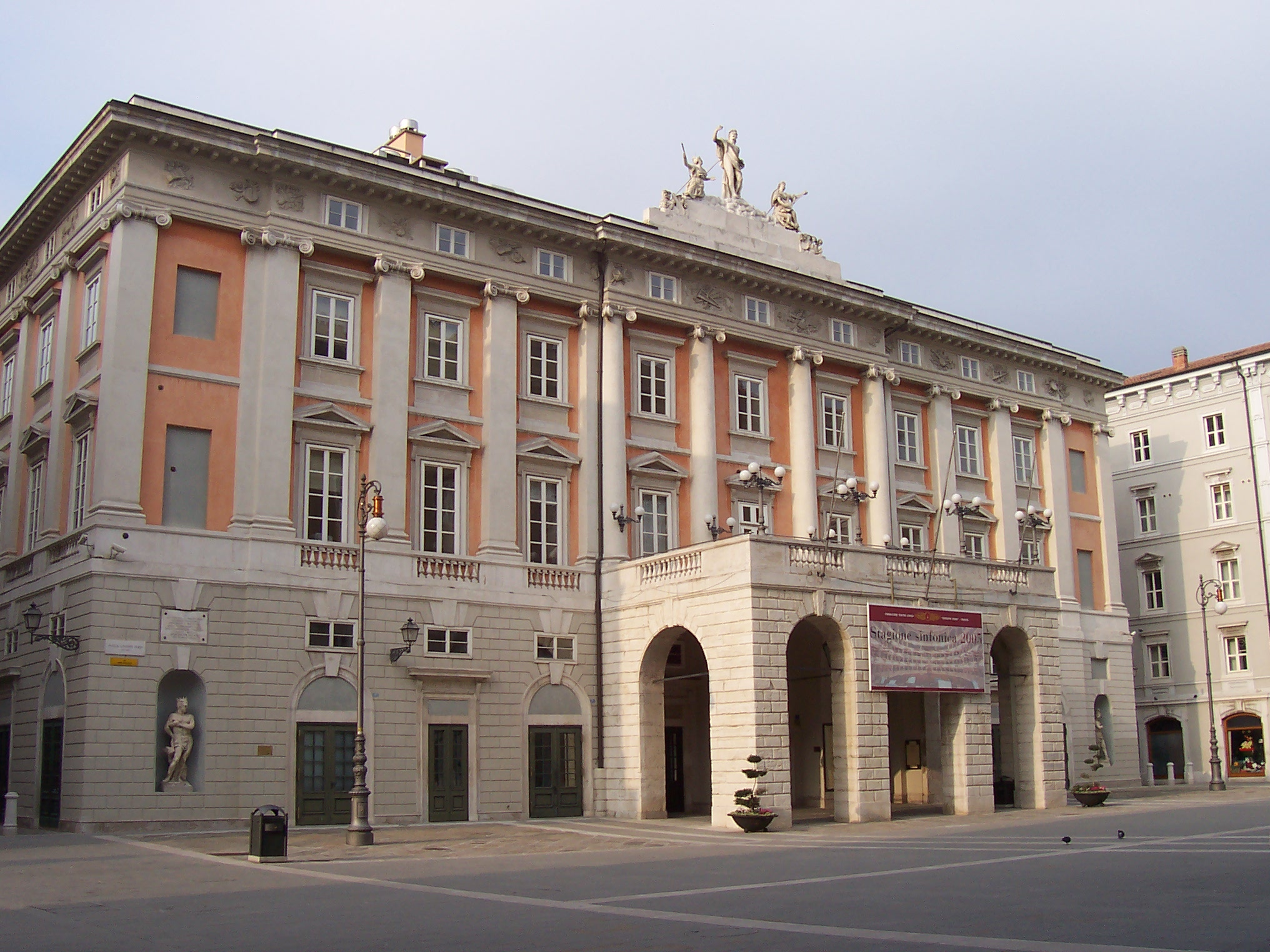
Opernhaus Teatro Verdi

Im Jahre 1798 wurde Pertsch nach Triest gerufen. Die Stadt Triest entwickelte sich zu dieser Zeit zu einer literarischen und künstlerischen Hauptstadt Mitteleuropas und zu einem bedeutenden Wirtschafts- und Handelszentrum. Zahlreiche Kaufleute u. a. aus Griechenland ließen sich in dem Freihafen nieder, um ihren Geschäften nachzugehen. Diese Geschäftsleute verfügten über große Kapitalanlagen, die sie in luxuriöse öffentliche Gebäude und Privathäuser investierten. Für die prachtvollen Bauwerke wurden Architekten wie Pertsch engagiert.
Unter der Aufsicht seines Lehrers und in enger Anlehnung an die Mailänder Scala erbaute Pertsch zunächst das Triestiner Opernhaus Teatro Nuovo (ab 1861 Teatro Communale, ab 1901 Teatro Verdi), das im Jahre 1801 fertiggestellt wurde. Das Teatro Verdi gehört heute zu einem der meistbesuchten Opernhäuser Italiens.
Später entwarf Pertsch im Auftrag des griechischen Kaufmanns Demetrio Carciotti die Baupläne für den Palazzo Carciotti, der zwischen 1802 und 1805 im neu angelegten Stadtviertel Borgo Teresiano erbaut wurde. Der Palazzo Carciotti war viele Jahre lang der Sitz der Hafenbehörde.

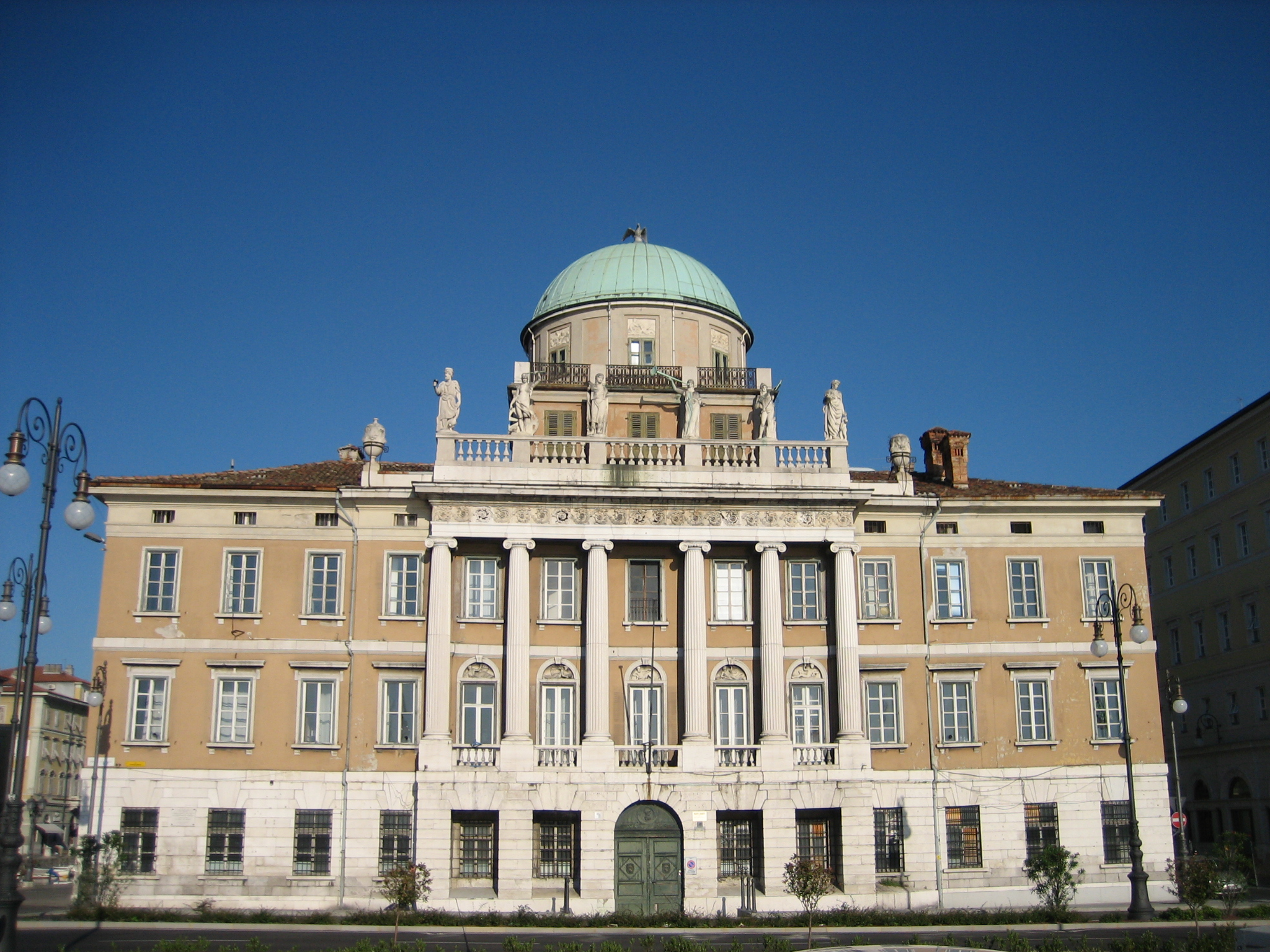
Palazzo Carciotti

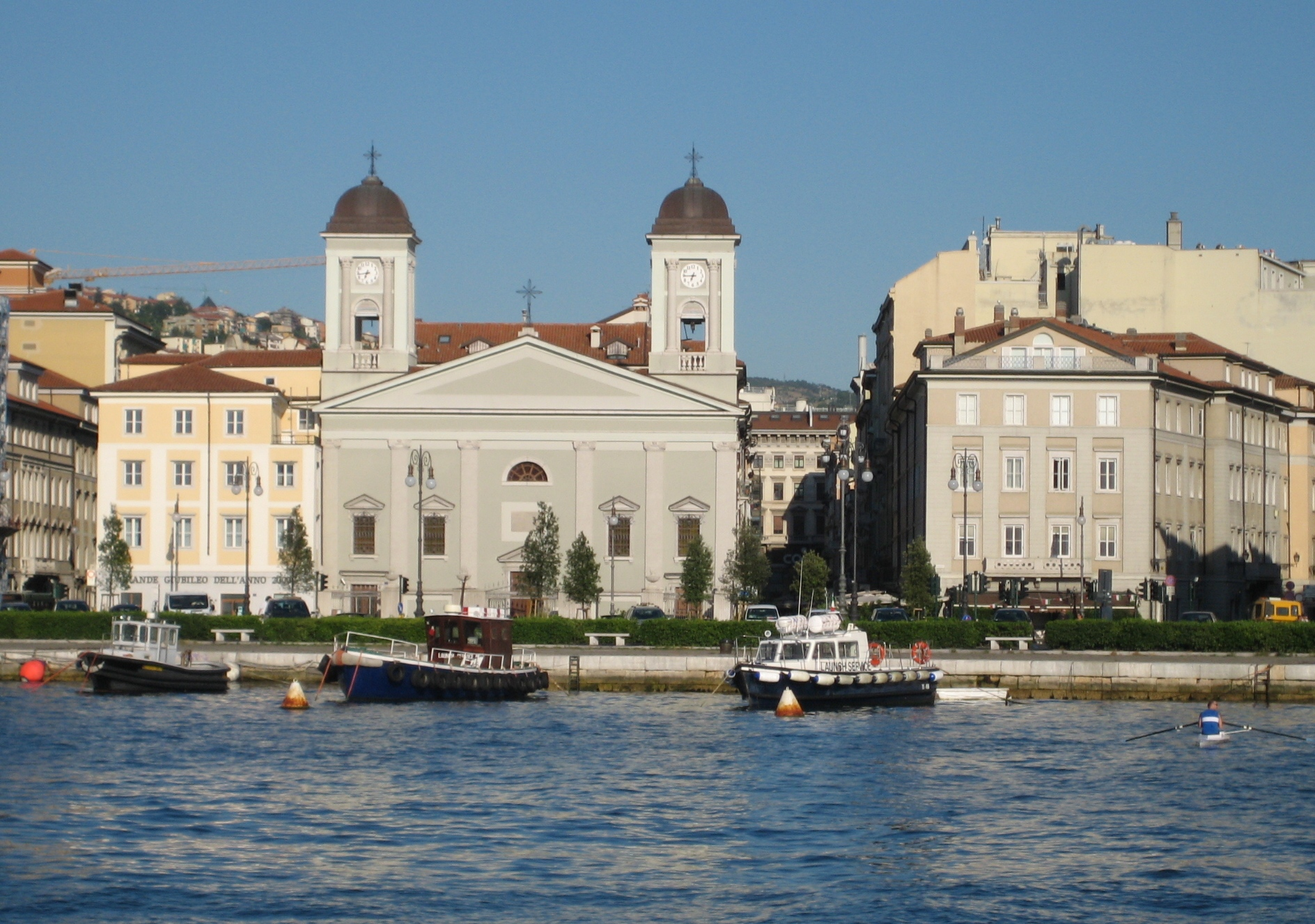
Griechisch-orthodoxe Kirche San Nicolò dei Greci

Im Jahre 1818 wurde Pertsch schließlich von der griechisch-orthodoxen Gemeinde beauftragt, deren Kirche San Nicolò dei Greci fertigzustellen. Pertsch verlieh dem bereits 1782 begonnenen Gotteshaus eine ionische Tempelfassade mit zwei Glockentürmen. Bei dem Bauprojekt wurde er von seinem jüngeren Bruder Johann Nepomuk Pertsch unterstützt.
Pertsch avancierte zu einem der bekanntesten Architekten Triests und wurde bei zahlreichen anderen Bauprojekten der Stadt als Berater hinzugezogen. So war er u. a. bei der Gestaltung des Hafens und der Konstruktion zahlreicher Brunnen zur Wasserversorgung der Bevölkerung involviert. Er hatte außerdem den Lehrstuhl für Architektur an der Handels- und Schifffahrtsschule (I.R. Scuola di Commercio e di Nautica) inne und unterrichtete Architekten wie Antonio Buttazzoni.
Pertsch starb im Jahre 1834 im Alter von 54 Jahren. Sein Sohn Nicolò Pertsch übernahm seine Werke.

## Bauwerke in Triest
- Opernhaus Teatro Verdi (1798–1801)
- Palazzo Carciotti (1802–1805)
- Casa Pancera (1818)
- Griechisch-orthodoxe Kirche San Nicolò dei Greci (1819/1820)
- Leuchtturm Lanterna (1830/1831) auf der Mole Fratelli Bandiera